# La carta del Rajà
La carta del Rajà es una película española de animación en stop motion estrenada en 2009, dirigida, producida y coescrita por Ángel Blasco.
Fue nominada a la mejor película de animación en los Premios Gaudí 2010, galardón que recayó en la película Cher Ami. Asimismo fue candidata a los Premios Goya de ese mismo año en nueve apartados (película, dirección, guion adaptado, dirección de producción, dirección de fotografía, montaje, dirección artística, diseño de vestuario y maquillaje/peluquería), sin conseguir finalmente ninguna nominación.
Está basada en la novela Daakghar del escritor Rabindranath Tagore.

## Sinopsis
Amal es un niño indio de siete años que queda huérfano al fallecer su padre, trasladándose a vivir con sus tíos en otra región de la India. En su nuevo hogar se integra rápidamente y traba amistad con los chicos del pueblo y con diversos personajes de la aldea. Pero con lo que más se ilusiona es con la estafeta de correos que han instalado frente a su casa. A partir de ese momento su mayor ilusión será recibir una carta del Rajá y ser cartero para viajar por todo el país.